# C.O. Munthe
Carl Oscar Munthe (født 12. december 1861 i Elverum, død 20. december 1952) var en norsk officer og krigshistorisk forfatter.